# Saint-Martin-d'Arrossa
Saint-Martin-d'Arrossa (tiếng Basque: Arrosa) là một xã thuộc tỉnh Pyrénées-Atlantiques trong vùng Nouvelle-Aquitaine miền tây nam nước Pháp.